# Novella Calligaris
Novella Calligaris, född 27 december 1954 i Padua, är en italiensk före detta simmare.
Vid junior-EM 1969 i Wien tog Calligaris silver på 800 meter frisim och brons på 400 meter frisim.
Calligaris blev olympisk silvermedaljör på 400 meter frisim vid sommarspelen 1972 i München.